# Sternarchorhynchus inpai
Sternarchorhynchus inpai är en fiskart som beskrevs av De Santana och Richard P. Vari 2010. Sternarchorhynchus inpai ingår i släktet Sternarchorhynchus och familjen Apteronotidae. Inga underarter finns listade i Catalogue of Life.